# Věž Saint-Jacques
Věž Saint-Jacques (francouzsky Tour Saint-Jacques neboli Věž svatého Jakuba) je pozdněgotická věž v Paříži. Nachází se na malém náměstí s parkovou úpravou ve 4. obvodu. Je vysoká 52 m a patří k významným památkám města. Od roku 1998 je věž zařazena na seznam světového dědictví UNESCO jako součást Svatojakubské poutní cesty ve Francii.
Věž byla vystavěna v letech 1508–1522 a je jediným pozůstatkem kostela Saint-Jacques-la-Boucherie, který od roku 1259 sloužil jako oficiální kostel pařížského cechu řezníků (fr. boucher). Kostel byl v 16. století výrazně přestavěn a v roce 1797 až na věž zbořen.
V roce 1824 zde byla umístěna slévárna olověných broků. V roce 1836 koupilo věž město Paříž a zřídilo okolo veřejný park. V roce 1856 byla prohlášena za historickou památku.
Mezi lety 1854–1858 byla věž zrestaurována. Po dalších mnoha letech, v roce 2001 musela ovšem být věž zahalena, aby odpadávající části kamenné výzdoby neohrožovaly chodce. Druhá rozsáhlá oprava poté proběhla v letech 2006–2009 s nákladem 8,3 miliónů eur.
V hale věže se nachází socha fyzika Blaise Pascala, který na věži prováděl barometrická měření. Od roku 1891 je na vrcholu umístěna malá meteorologická stanice.
Věž inspirovala v roce 1856 spisovatele Alexandra Dumase k napsání divadelní hry La tour Saint-Jacques-la-Boucherie.